# Mahir Emreli
Mahir Emreli, korábban Mahir Mədətov,  (Baku, 1997. július 1. –) azeri válogatott labdarúgó, az 1. FC Nürnberg játékosa.

## Pályafutása

### Klubcsapatokban
Madatov 2014 és 2015 között a Bakı FK játékosa volt. 2015 óta a szintén azeri Qarabağ labdarúgója, mellyel négyszeres azeri bajnok valamint egyszer az UEFA-bajnokok ligája, kétszer pedig az Európa-liga csoportkörében is szerepelhetett.
2021. június 8-án a lengyel Legia Warszawa csapatához igazolt 2024 nyaráig. 2021 decemberében a Wisła Płock elleni bajnoki mérkőzés után visszatérő buszon huligánok támadásának egyik áldozata volt. Az eset után úgy döntött, hogy nem távozik. 2022. február 2-án közös megegyezéssel felbontotta a szerződését.

#### Dinamo Zagreb
Néhány nappal Lengyelországból való távozása után a Dinamo Zagreb játékosa lett.
2022. augusztus 24-én pályára lépett az FK Bodø/Glimt elleni rájátszásban, ahol a Dinamo Zagreb 4–1-re nyert, és biztosította a 2022–2023-as UEFA-bajnokok ligája csoportkörébe való bejutást.

#### Konyaspor
2023. február 14-én Emrelit a 2022–23-as szezon végéig kölcsönadták a Süper Ligben szereplő csapathoz, a Konyasporhoz, a szezon végén végleges megvásárlási lehetőséggel.

### A válogatottban
Többszörös azeri utánpótlás-válogatott. 2012-ben 3 mérkőzést játszott az azerbajdzsáni U17-es ifjúsági válogatottban az U17-es Európa-bajnokság selejtezőkörében.
Amikor Azerbajdzsán nyerte az Iszlám Szolidaritási Játékokat, akkor Yashar Vahabzade beválasztotta az Iszlám Szolidaritási Játékok U-23-as keretébe. Öt mérkőzésen szerepelt, és a fináléban két gólt szerzett Omán legyőzésekor.
A felnőtt válogatottban 2017-ben mutatkozott be. 2019. június 8-án a magyar labdarúgó-válogatott ellen szerezte harmadik találatát az azeri válogatott színeiben.

## Sikerei, díjai

### Klubcsapatokkal
Qarabağ
- Azeri bajnok: 2015–16, 2016–17, 2017–18, 2018–19, 2019–20
- Azeri kupa: 2015–2016, 2016–17

 Dinamo Zagreb
- Horvát bajnok: 2021–22
- Horvát szuperkupa: 2023

### A válogatottal
Azerbajdzsán U23
- Iszlám Szolidaritási Játékok: 2017

### Egyéni
- Azeri bajnokság gólkirálya: 2018–19 (16 gól), 2019–20 (7 gól)

## Statisztikái

### Klubcsapatokban
| Klub           | Szezon         | League                       | League          | League | Nemzeti kupa    | Nemzeti kupa | Nemzetközi kupa | Nemzetközi kupa | Egyéb           | Egyéb | Összesen        | Összesen |
| Klub           | Szezon         | Bajnokság                    | Pályára lépések | Gólok  | Pályára lépések | Gólok        | Pályára lépések | Gólok           | Pályára lépések | Gólok | Pályára lépések | Gólok    |
| -------------- | -------------- | ---------------------------- | --------------- | ------ | --------------- | ------------ | --------------- | --------------- | --------------- | ----- | --------------- | -------- |
| Bakı           | 2014–15        | Azerbajdzsáni Premier League | 17              | 0      | 3               | 1            | –               | –               | –               | –     | 20              | 1        |
| Qarabağ        | 2015–16        | Azerbajdzsáni Premier League | 16              | 7      | 5               | 1            | 0               | 0               | –               | –     | 21              | 8        |
| Qarabağ        | 2016–17        | Azerbajdzsáni Premier League | 21              | 3      | 5               | 3            | 6               | 0               | –               | –     | 32              | 6        |
| Qarabağ        | 2017–18        | Azerbajdzsáni Premier League | 24              | 8      | 2               | 0            | 11              | 1               | –               | –     | 37              | 9        |
| Qarabağ        | 2018–19        | Azerbajdzsáni Premier League | 26              | 14     | 4               | 0            | 14              | 0               | –               | –     | 44              | 14       |
| Qarabağ        | Összesen       | Összesen                     | 87              | 32     | 16              | 4            | 31              | 1               | -               | -     | 134             | 37       |
| Teljes karrier | Teljes karrier | Teljes karrier               | 104             | 32     | 19              | 5            | 31              | 1               | -               | -     | 154             | 38       |

### A válogatottban
Legutóbb frissítve: 2023. november 19-én
| Azerbajdzsán | Azerbajdzsán    | Azerbajdzsán |
| Év           | Pályára lépések | Gólok        |
| ------------ | --------------- | ------------ |
| 2017         | 3               | 0            |
| 2018         | 10              | 2            |
| 2019         | 6               | 2            |
| 2020         | 4               | 0            |
| 2021         | 9               | 0            |
| 2022         | 7               | 1            |
| 2023         | 7               | 0            |
| Összesen     | 46              | 5            |

### Góljai a válogatottban
| #  | Dátum              | Helyszín                             | Ellenfél     | Gól | Végerednény | Verseny                                    |
| -- | ------------------ | ------------------------------------ | ------------ | --- | ----------- | ------------------------------------------ |
| 1. | 2018. május 29.    | Olimpiai Stadion, Baku, Azerbajdzsán | Kirgizisztán | 2–0 | 3–0         | Barátságos mérkőzés                        |
| 2. | 2018. november 17. | Olimpiai Stadion, Baku, Azerbajdzsán | Feröer       | 2–0 | 2–0         | 2018–2019-es UEFA Nemzetek Ligája (D liga) |
| 3. | 2019. június 8.    | Bakcell Arena, Baku, Azerbajdzsán    | Magyarország | 1–2 | 1–3         | 2020-as Európa-bajnokság-selejtező         |

## Magánélete
Apja új házassága elleni tiltakozásul 2019 májusában nevet változtatott és anyja (Elmire Emeri) leánykori vezetéknevét vette fel.